# Moenkhausia eigenmanni
Moenkhausia eigenmanni är en fiskart som beskrevs av Géry, 1964. Moenkhausia eigenmanni ingår i släktet Moenkhausia och familjen Characidae. Inga underarter finns listade i Catalogue of Life.